# Jane Doe (chanson)
Pour les articles homonymes, voir Jane Doe (homonymie) et Doe.
Jane Doe est le premier single solo de la chanteuse de J-pop du groupe AKB48, Minami Takahashi.

## Liste des titres

### CD
Toutes les paroles sont écrites par Yasushi Akimoto.
| Type A | Type A                                                    | Type A           | Type A | Type A | Type A | Type A | Type A | Type A | Type A |
| No     | Titre                                                     | Musique          | Durée  |        |        |        |        |        |        |
| ------ | --------------------------------------------------------- | ---------------- | ------ | ------ | ------ | ------ | ------ | ------ | ------ |
| 1.     | Jane Doe                                                  | Akio Hayakawa    | 4:45   |        |        |        |        |        |        |
| 2.     | Yabureta Hane (破れた羽根)                                | Mineaki Kawahara | 4:01   |        |        |        |        |        |        |
| 3.     | Sabita Rock (錆びたロック)                                | Shin'ya Sumida   | 3:57   |        |        |        |        |        |        |
| 4.     | Jane Doe (Instrumental)                                   | Akio Hayakawa    | 4:45   |        |        |        |        |        |        |
| 5.     | Yabureta Hane (Instrumental) (破れた羽根 (Instrumental))  | Mineaki Kawahara | 4:01   |        |        |        |        |        |        |
| 6.     | Sabita Rock（Instrumental） (錆びたロック (Instrumental)) | Shin'ya Sumida   | 3:57   |        |        |        |        |        |        |
| 25:26  |                                                           |                  |        |        |        |        |        |        |        |

Toutes les paroles sont écrites par Yasushi Akimoto.
| Type B | Type B                                                          | Type B             | Type B | Type B | Type B | Type B | Type B | Type B | Type B |
| No     | Titre                                                           | Musique            | Durée  |        |        |        |        |        |        |
| ------ | --------------------------------------------------------------- | ------------------ | ------ | ------ | ------ | ------ | ------ | ------ | ------ |
| 1.     | Jane Doe                                                        | Akio Hayakawa      | 4:45   |        |        |        |        |        |        |
| 2.     | Yabureta Hane (破れた羽根)                                      | Mineaki Kawahara   | 4:01   |        |        |        |        |        |        |
| 3.     | Rikoteki na Ren'ai (利己的な恋愛)                               | Masatoshi Moriwaki | 4:12   |        |        |        |        |        |        |
| 4.     | Jane Doe (Instrumental)                                         | Akio Hayakawa      | 4:45   |        |        |        |        |        |        |
| 5.     | Yabureta Hane (Instrumental) (破れた羽根 (Instrumental))        | Mineaki Kawahara   | 4:01   |        |        |        |        |        |        |
| 6.     | Rikoteki na Ren'ai (Instrumental) (利己的な恋愛 (Instrumental)) | Masatoshi Moriwaki | 4:12   |        |        |        |        |        |        |
| 25:56  |                                                                 |                    |        |        |        |        |        |        |        |

Toutes les paroles sont écrites par Yasushi Akimoto.
| Type C | Type C                                                   | Type C             | Type C | Type C | Type C | Type C | Type C | Type C | Type C |
| No     | Titre                                                    | Musique            | Durée  |        |        |        |        |        |        |
| ------ | -------------------------------------------------------- | ------------------ | ------ | ------ | ------ | ------ | ------ | ------ | ------ |
| 1.     | Jane Doe                                                 | Akio Hayakawa      | 4:45   |        |        |        |        |        |        |
| 2.     | Yabureta Hane (破れた羽根)                               | Mineaki Kawahara   | 4:01   |        |        |        |        |        |        |
| 3.     | Migikata (右肩)                                          | Katsuhiko Sugiyama | 5:08   |        |        |        |        |        |        |
| 4.     | Jane Doe (Instrumental)                                  | Akio Hayakawa      | 4:45   |        |        |        |        |        |        |
| 5.     | Yabureta Hane (Instrumental) (破れた羽根 (Instrumental)) | Mineaki Kawahara   | 4:01   |        |        |        |        |        |        |
| 6.     | Migikata (Instrumental) (右肩 (Instrumental))            | Katsuhiko Sugiyama | 5:08   |        |        |        |        |        |        |
| 27:48  |                                                          |                    |        |        |        |        |        |        |        |

Toutes les paroles sont écrites par Yasushi Akimoto.
| 1. | Jane Doe                                                                               | Akio Hayakawa                  | 4:45 |
| 2. | Yabureta Hane (破れた羽根)                                                             | Mineaki Kawahara               | 4:01 |
| 3. | Buenos Aires ni Ame ga Furu (ブエノスアイレスに雨が降る)                               | Shūji Watanabe, Ryūichi Kureha |      |
| 4. | Jane Doe (Instrumental)                                                                | Akio Hayakawa                  | 4:45 |
| 5. | Yabureta Hane (Instrumental) (破れた羽根 (Instrumental))                               | Mineaki Kawahara               | 4:01 |
| 6. | Buenos Aires ni Ame ga Furu (Instrumental) (ブエノスアイレスに雨が降る (Instrumental)) | Shūji Watanabe, Ryūichi Kureha |      |

### DVD Type-A
1. Jane Doe Music Video (clip)
2. Yabureta Hane Music Video (破れた羽根) (clip)
3. « Le miracle Minami Takahashi » 1re partie ~Petit manager général réunissant un grand groupe~ (高橋みなみの軌跡 前編 〜巨大グループをまとめる小さな総監督〜)
4. Making of Jane Doe

### DVD Type-B
1. Jane Doe Music Video (clip)
2. Yabureta Hane Music Video (破れた羽根) (clip)
3. « Le miracle Minami Takahashi » 2de partie ~Efforts depuis 6 ans, 8 mois et 18 jours récompensés~ (〜報われた6年8ヶ月18日の努力〜)
4. Making of Yabureta Hane (破れた羽根)

### DVD Type-C
1. Jane Doe Music Video (clip)
2. Yabureta Hane Music Video (破れた羽根) (clip)
3. « Entretien de commémoration du début solo, Minami Takahashi et Yasushi Akimoto ~2e réunion pour l’écriture des paroles du single~ » (「ソロデビュー記念対談　高橋みなみ×秋元康 〜2ndシングル作詞会議〜」)